# ジョルジェ・ヨキッチ
ジョルジェ・ヨキッチ（Đorđe Jokić、1981年1月20日 - ）は、セルビアの元サッカー選手。現役時代のポジションはDF。

## 来歴
1998年、FKラシュカ・バネでキャリアをスタートさせた。2000年、セルビアの古豪OFKベオグラードへ移籍。OFKでは主にレギュラーとして出場をした。2005年、ロシアのFCトルペド・モスクワへ移籍。2008年、FCトム・トムスクへ移籍をした。

## 代表
U-23セルビア・モンテネグロ代表としてアテネオリンピックに参加し、計3試合に出場したが、いずれの試合も惨敗に終わった。
2004年7月11日、キリンカップのスロバキア戦でA代表デビューをした。

## 所属クラブ
- FKラシュカ・バネ 1998-2000
- OFKベオグラード 2000-2005
- FCトルペド・モスクワ 2005-2007
- FCトム・トムスク 2008-2011
- FCディナモ・ブリャンスク 2012
- FKヴォイヴォディナ・ノヴィ・サド 2012-2013